# رود هارلم

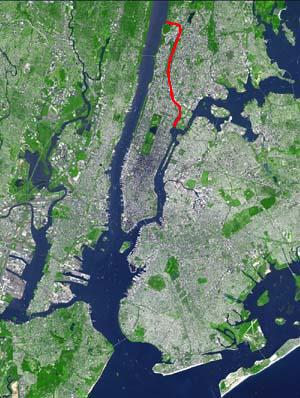
رود هارلم بین منهتن و برانکس در شهر نیویورک با رنگ قرمز مشخص شده است.

رود هارلم (به انگلیسی: Harlem River) یک تنگه جزرومدی قابل کشتیرانی در نیویورک در ایالات متحده آمریکا است که بین رود هادسون و رود شرق جریان دارد و محله‌های منهتن و برانکس را از هم جدا می‌کند.

## نگارخانه

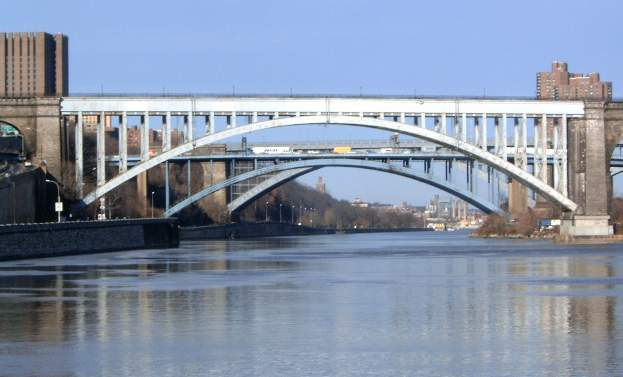
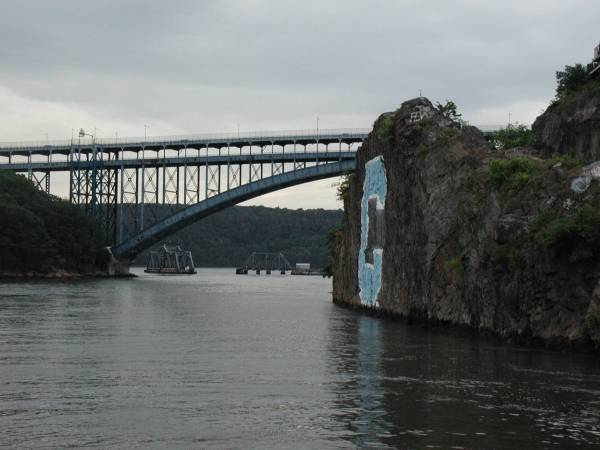
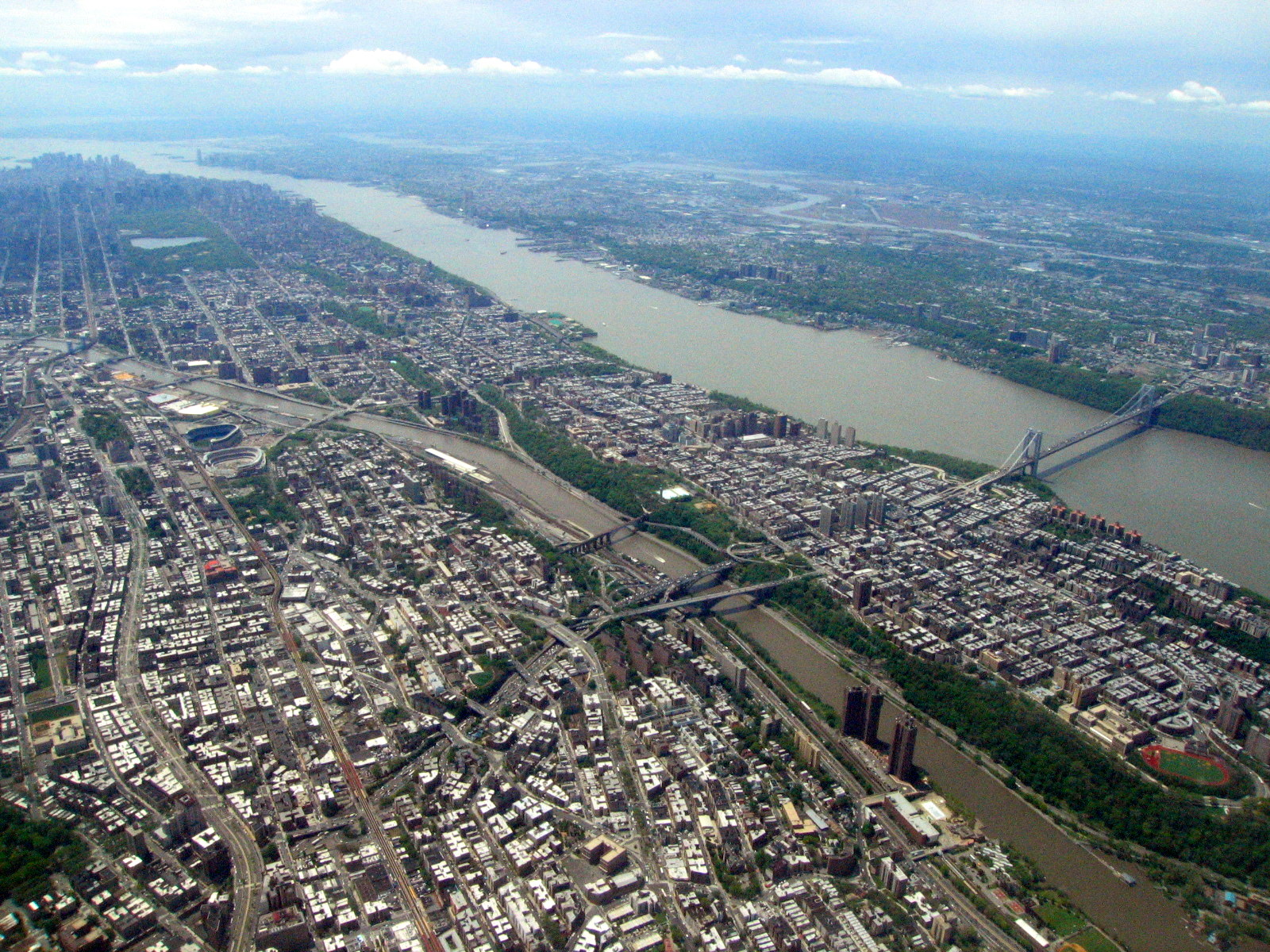
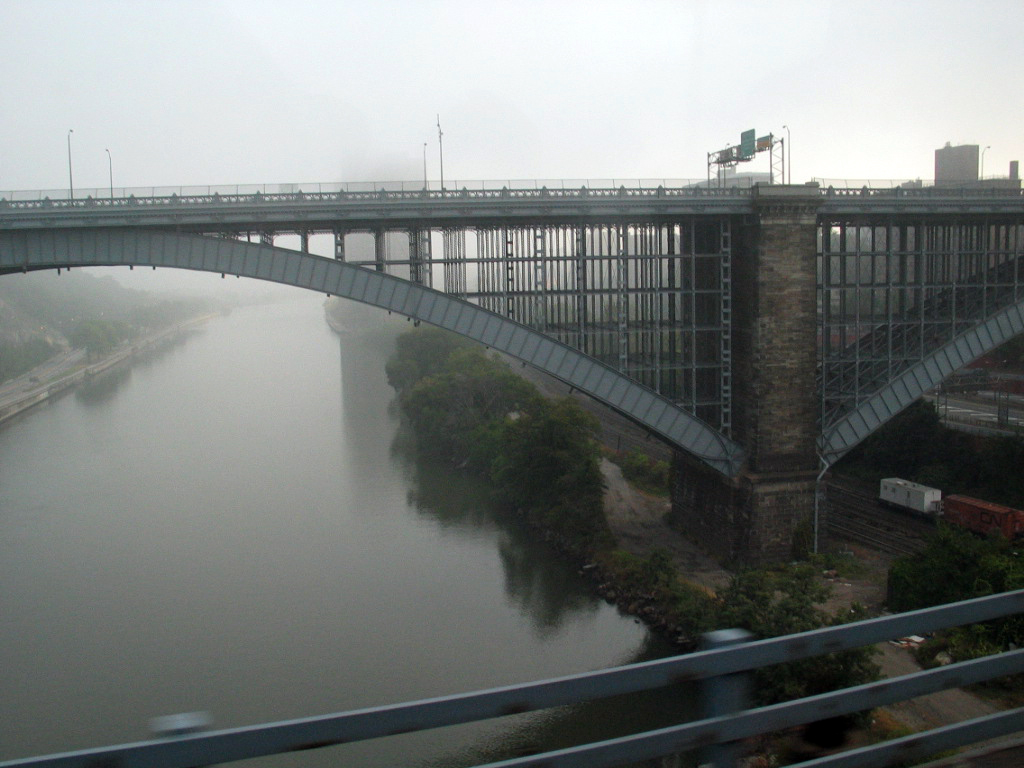